# Takuma Sugano
Takuma Sugano (菅野 拓真 Sugano Takuma?), född 5 april 1980 i Kanagawa prefektur, är en japansk före detta fotbollsspelare.
Sugano började sin karriär 1999 i JEF United Ichihara. 2000 blev han utlånad till Ventforet Kofu. 2001 flyttade han till Shonan Bellmare. 